# Dagpo
Dagpo is een regio in Tibet en ligt in de Tibetaanse Autonome Regio. Van oorsprong ten zuidoosten van U, Kongpo en Lhasa.
De geschiedenis van Dagpo wordt onder andere beschreven in de Blauwe annalen en is van grote betekenis voor de kagyütraditie in het Tibetaans boeddhisme. Door de Blauwe annalen heen wordt Dagpo beschreven vanwege de vele Tibetaanse kloosters en regionaal beroemde beoefenaars.
De dertiende dalai lama Thubten Gyatso werd geboren in Dagpo.

## Gampopa
Volgende de lotsawa Gö werd Gampopa gewijd in Dakpo door Shepalingpa (shab pa gling pa), de oprichter van het klooster Shepaling. Dit is het eerste klooster dat in relatie tot Dagpo in de Blauwe annalen wordt genoemd.
De jonge Gampopa reisde na zijn wijding door naar Lager Dagpo, waar hij de Cyclus van Samvara leerde van de meester Maryul Lönden (mar yul blo ldan) en de bijgaande tekst, de Rinchen Gyendrukma (rin chen rgyan drug ma). Dit alles gebeurde voordat Gampopa ook maar had gehoord van Milarepa.